# 白河義綱
白河 義綱（しらかわ よしつな）は、江戸時代初期の武士。仙台藩客分。仙台白河家2代当主。

## 生涯
文禄元年（1592年）、白河結城氏庶流・小峰義名の子として誕生した。
父・義名は早世したため、この時点で跡取りのいなかった伯父・結城義親の婿養子となる。義親は天正18年（1590年）の奥州仕置の際に改易されて以来流浪の身であったが、慶長6年（1601年）に伊達政宗の客分となり百人扶持を給与されると、義綱もこれに従って仙台に移った。
義綱は寛永3年（1626年）に義親が86歳で死去する以前に既に家督を譲られていたと考えられる。義綱の代以降もっぱら白河氏を名乗るようになったが、義綱の代までは客分扱いのままであり、正式に仙台藩の家中に組み込まれるのは子の義実の代からである。
寛永16年（1639年）9月6日、死去。享年48。家督は嫡男・義実が相続した。

## 系譜
- 父：小峰義名（? - 1593年?）
- 母：不詳
- 養父：結城義親（1541年 - 1626年）
- 正室：結城義親の娘
  - 嫡男：白河義実（1619年 - 1653年）
- 生母不明の子女
  - 男子：小峰朝景 - 小峰氏を再興
  - 男子：白河朝清 - 太刀上・白河氏初代
  - 女子：月川院 - 亘理伊達宗実正室